# 白登明
白登明，字林九，清代奉天盖平人，隶属于汉军镶白旗。
顺治二年（1645年）拔贡，顺治五年（1648年），被任命为河南柘城县知县。当时正值战乱之后，各地民变四起。白登明治理风格崇尚严肃，擒获各路变民首领并依法处置，使得境内安宁。他多方招抚流民，停止增派河工，制定条例鼓励农耕和读书。顺治十年（1653年），政绩考核为最优，升任江南太仓州知州。刘河北支有处朱泾，是宋代范仲淹所修新塘的遗迹，早已淤塞。白登明向上级请求，疏浚河道五十里。巡按李森先知晓他的能力，又让他主持开挖刘河六十里，于是震泽以北的诸多河水都得以导入海中，旱涝灾害有了防备，为全州带来益处。
他整顿赋税，革除额外损耗，昭雪冤案，访察政务利弊，所揭发的问题总能切中要害。邻境有受冤屈的人，到上级官府申诉，上级常把案件交给太仓州审理。海滨居民因战乱流离失散，白登明召集百姓开垦荒地，使那里重新形成村落。九月，反清势力攻打刘河堡，白登明全力防守，敌军退去。因他用云南的协饷来应急军饷，最终被弹劾而罢职。太仓州百姓列举他的政绩请求留任，未能如愿，他因此被废黜二十多年。
康熙十八年（1679年），清廷对台湾郑氏用兵，福建总督姚启圣、巡抚吴兴祚了解白登明，代为缴纳钱财，上疏举荐，他被起用任命为高邮州知州。当时正逢旱灾蝗灾，接着又发大水，湖水上涨，清水潭堤坝决口，他筑堤防御，严禁小吏克扣工款。第二年又遭灾，他再次请求减免赋税、赈济灾民，劝富民分粮，救活无数百姓。当时三藩之乱刚平定，军事文书仍很繁杂。白登明与百姓约定，凡是供应驿站差役，听到笳声就前来，避免耽误农时。上级有征调任务，他不轻易答应，因积劳在任上去世，家中贫困没有多余财物，州民凑钱为他办理丧事。他被列入名宦祠祭祀，乡民多绘制他的肖像建私祠祭祀。